# Franco Maria Malfatti

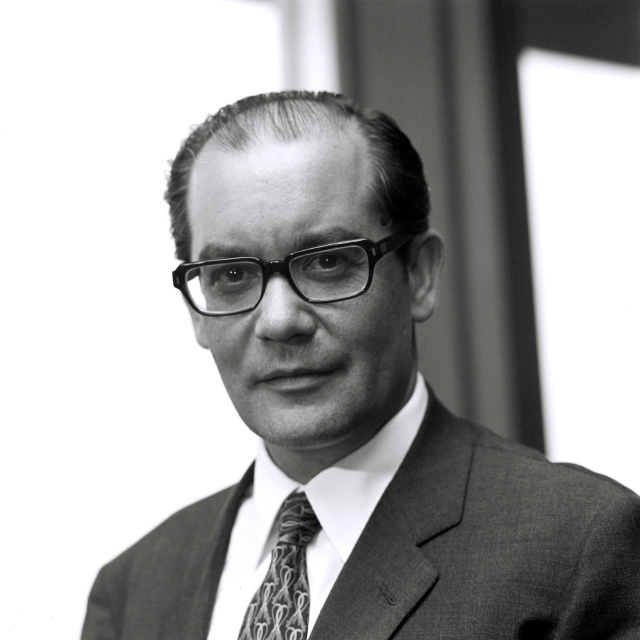
Franco Maria Malfatti

Franco Maria Malfatti (* 13. Juni 1927 in Rom; † 10. Dezember 1991 ebenda) war ein italienischer Politiker. Der Christdemokrat war von 1970 bis 1972 der zweite Präsident der (fusionierten) Kommission der Europäischen Gemeinschaften bzw. der Europäischen Union (Europäische Kommission). Siehe dazu auch Kommission Malfatti.
Danach diente er als Minister für Finanzen (1978–79), öffentlichen Unterricht, Industrie, Staatliche Berufe, und Post und Telekommunikation und Auswärtige Angelegenheiten (1979–80) der italienischen Regierung. In den 1980er-Jahren war er Vorsitzender der italienischen Delegation im Europäischen Parlament. Seine Familie spendete seine umfassende Bibliothek der Universität Perugia.